# 植物神経療法
植物神経療法（しょくぶつしんけいりょうほう、ヴェジト・セラピー、英: Vegeto Therapy、独: Vegetotherapie）は、オーストリア出身の精神科医ヴィルヘルム・ライヒにより創始された心理療法。従来の精神分析とは異なり、条件付けられた筋緊張を浮かび上がらせ、身体にも働きかけていく技法である。この心理療法は後に生物学的オルゴン療法と呼ばれるようになった。
ライヒはフロイトのリビドーの理論を発展させることで、「筋肉の鎧」という概念を通して、身体にも防衛反応が起こると考え、深く呼吸ができない身体となっていることを指摘した。ライヒは社会力学の中に性的エネルギーの構造を唱えるようになり、精神分析の主流からどんどん逸脱し、注目を身体心理学についての注目も失ってしまった。
ライヒはそれまでにも精神分析の重要な技法として性格分析をあみだしていたが、言葉のやり取りのみによるその治療効果に満足がいかず、積極的に身体へ働きかけることでより高い治癒率を得られるとしてこの技法をまとめ上げた。基本的には精神分析のセッティングを利用して分析を行い、とりわけ情動を刺激することで身体に条件付けられた筋緊張を浮かび上がらせ、これを直にマッサージのような方法で取り除いていく。
生物学的オルゴン療法は、ドイツ語のVegetotherapieの直訳であるVegeto TherapyのVegetoが英語においては「野菜」を連想させ、菜食療法のようなものと誤解されるのを避けるためと、ライヒのオルゴンの発見という思想的変遷にともなったものでもある。しかし治療の内容においては大きな変化はない。

## ライヒの影響
ライヒの弟子であったアレクサンダー・ローウェンは、生体エネルギー法（バイオエナジェティックス）を開発した。精神分析を継承していたライヒでは、クライアントをベッドに寝かせたが、ローエンは立って行う手法とした。

ローウェンは、ライヒから性格分析と植物神経療法の指導を受けた人物である。当時のアメリカ合衆国において主流の精神分析に基づいた精神医学や臨床心理学のコミュニティに受け入れやすいように思想的な部分をぼやかし、特に技術的な部分のみを拡張した。他にも人間性心理学やトランスパーソナル心理学に分類される心理療法ではライヒの影響を受けて成立したものが多数存在する。

### 日本での紹介
日本にはじめて心身医学を紹介し、大学病院に心療内科を創設した東京大学医学部付属病院分院教授、同心療内科科長である石川中と池見酉次郎は、ともに別々にこのバイオエナジェティックスに関心を持ち、生体エネルギー療法の名前で日本に導入した。